# 鲁西永地区卡内-圣纳泽尔
鲁西永地区卡内-圣纳泽尔（法語：Canet-en-Roussillon-Saint-Nazaire，法語發音：[kanɛ ɑ̃ ʁusijɔ̃ sɛ̃ nazɛʁ]）是法国东比利牛斯省的一个旧市镇，属于佩皮尼昂区。鲁西永地区卡内-圣纳泽尔于1971年由市镇卡内（Canet）和圣纳泽尔（Saint-Nazaire）合并而成。1983年，鲁西永地区卡内-圣纳泽尔拆分回原来的两市镇，卡内保留了“鲁西永地区”这一后缀，成为鲁西永地区卡内（Canet-en-Roussillon）。

## 地理
鲁西永地区卡内-圣纳泽尔（42°42'24.1"N, 3°0'28.0"E）面积40.55 平方千米，位于法国奧克西塔尼大區东比利牛斯省，该省份为法国大陆部分最南部的省份，涵盖了北加泰罗尼亚，北起奥德省，西接阿列日省和安道尔，南与西班牙接壤，东临地中海。

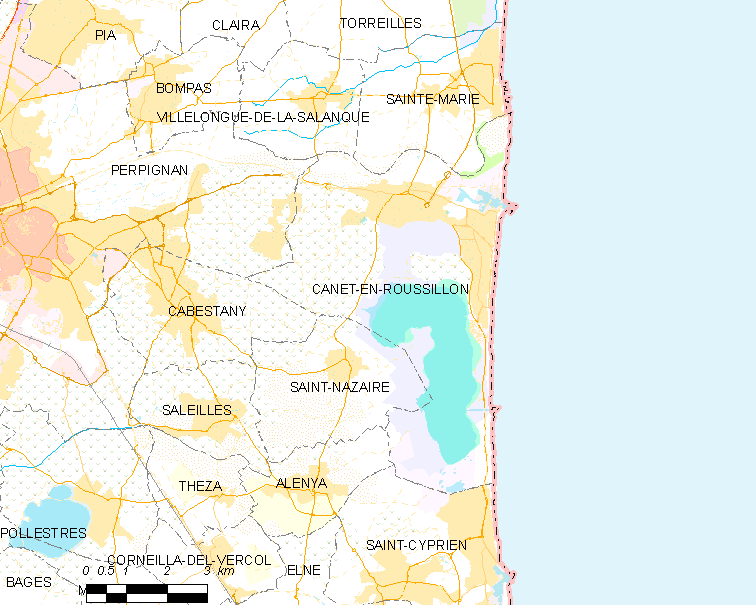
鲁西永地区卡内-圣纳泽尔的OSM定位图

鲁西永地区卡内-圣纳泽尔的时区为UTC+01:00、UTC+02:00（夏令时）。

## 行政
鲁西永地区卡内-圣纳泽尔的邮政编码为，INSEE市镇编码为66037。

## 人口
鲁西永地区卡内-圣纳泽尔于1982年时的人口数量为7219人。